# Reprezentacja Argentyny w piłce siatkowej kobiet

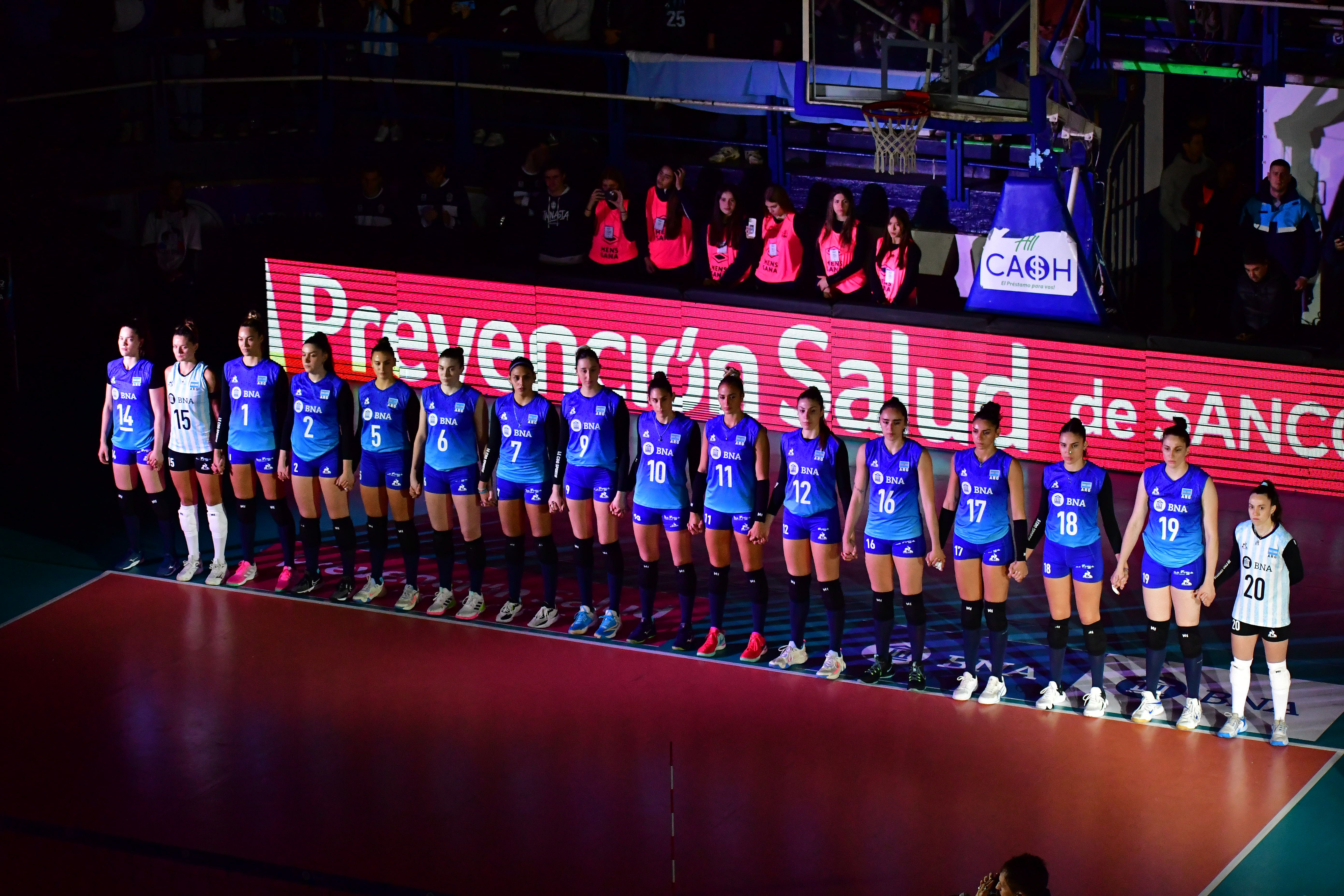
Reprezentantki Argentyny w maju 2024 roku

Reprezentacja Argentyny w piłce siatkowej kobiet to narodowa reprezentacja tego kraju, reprezentująca go na arenie międzynarodowej.

## Sukcesy
Mistrzostwa Ameryki Południowej:
- 2. miejsce – 1999, 2001, 2003, 2009, 2011, 2013, 2023[2]
- 3. miejsce – 1961, 1962, 1964, 1975, 1977, 1979, 1981, 1983, 1989, 1995, 1997, 2005, 2021

Puchar Panamerykański:
- 1. miejsce – 2023[3], 2024[4]
- 3. miejsce – 2008, 2013, 2015

Igrzyska Panamerykańskie:
- 3. miejsce – 2019

## Udział i miejsca w imprezach

### Igrzyska Olimpijskie
| Rok  | Kraj           | Miejsce      |
| ---- | -------------- | ------------ |
| 1964 | Tokio          | brak udziału |
| 1968 | Meksyk         | brak udziału |
| 1972 | Monachium      | brak udziału |
| 1976 | Montreal       | brak udziału |
| 1980 | Moskwa         | brak udziału |
| 1984 | Los Angeles    | brak udziału |
| 1988 | Seul           | brak udziału |
| 1992 | Barcelona      | brak udziału |
| 1996 | Atlanta        | brak udziału |
| 2000 | Sydney         | brak udziału |
| 2004 | Ateny          | brak udziału |
| 2008 | Pekin          | brak udziału |
| 2012 | Londyn         | brak udziału |
| 2016 | Rio de Janeiro | 10. miejsce  |
| 2020 | Tokio          | brak udziału |

### Mistrzostwa Świata
| Rok  | Kraj             | Miejsce        |
| ---- | ---------------- | -------------- |
| 1952 | ZSRR             | brak udziału   |
| 1956 | Francja          | brak udziału   |
| 1960 | Brazylia         | 8. miejsce     |
| 1962 | ZSRR             | brak udziału   |
| 1967 | Japonia          | brak udziału   |
| 1970 | Bułgaria         | brak udziału   |
| 1974 | Meksyk           | brak udziału   |
| 1978 | ZSRR             | brak udziału   |
| 1982 | Peru             | 18. miejsce    |
| 1986 | Czechosłowacja   | brak udziału   |
| 1990 | Chiny            | 15. miejsce    |
| 1994 | Brazylia         | brak udziału   |
| 1998 | Japonia          | brak udziału   |
| 2002 | Niemcy           | 17. miejsce    |
| 2006 | Japonia          | brak udziału   |
| 2010 | Japonia          | brak udziału   |
| 2014 | Włochy           | 17-20. miejsce |
| 2018 | Japonia          | 19. miejsce    |
| 2022 | Polska/ Holandia | 16. miejsce    |

### Mistrzostwa Ameryki Południowej
| Rok  | Kraj      | Miejsce      |
| ---- | --------- | ------------ |
| 1951 | Brazylia  | 4. miejsce   |
| 1956 | Urugwaj   | brak udziału |
| 1958 | Brazylia  | 5. miejsce   |
| 1961 | Peru      | 3. miejsce   |
| 1962 | Chile     | 3. miejsce   |
| 1964 | Argentyna | 3. miejsce   |
| 1967 | Brazylia  | brak udziału |
| 1969 | Wenezuela | 5. miejsce   |
| 1971 | Urugwaj   | 6. miejsce   |
| 1973 | Kolumbia  | 6. miejsce   |
| 1975 | Paragwaj  | 3. miejsce   |
| 1977 | Peru      | 3. miejsce   |
| 1979 | Argentyna | 3. miejsce   |
| 1981 | Brazylia  | 3. miejsce   |
| 1983 | Brazylia  | 3. miejsce   |
| 1985 | Wenezuela | 4. miejsce   |
| 1987 | Urugwaj   | 4. miejsce   |
| 1989 | Brazylia  | 3. miejsce   |
| 1991 | Brazylia  | 4. miejsce   |
| 1993 | Peru      | brak udziału |
| 1995 | Brazylia  | 3. miejsce   |
| 1997 | Peru      | 3. miejsce   |
| 1999 | Wenezuela | 2. miejsce   |
| 2001 | Argentyna | 2. miejsce   |
| 2003 | Kolumbia  | 3. miejsce   |
| 2005 | Boliwia   | 3. miejsce   |
| 2007 | Chile     | 5. miejsce   |
| 2009 | Brazylia  | 2. miejsce   |
| 2011 | Peru      | 2. miejsce   |
| 2013 | Peru      | 2. miejsce   |
| 2015 | Kolumbia  | 4. miejsce   |
| 2017 | Kolumbia  | 4. miejsce   |
| 2019 | Peru      | 4. miejsce   |
| 2021 | Kolumbia  | 3. miejsce   |
| 2023 | Brazylia  | 2. miejsce   |

### Grand Prix
| Rok  | Miasto          | Miejsce      |
| ---- | --------------- | ------------ |
| 1993 | Hongkong        | brak udziału |
| 1994 | Szanghaj        | brak udziału |
| 1995 | Szanghaj        | brak udziału |
| 1996 | Szanghaj        | brak udziału |
| 1997 | Kobe            | brak udziału |
| 1998 | Hongkong        | brak udziału |
| 1999 | Yuxi            | brak udziału |
| 2000 | Manila          | brak udziału |
| 2001 | Makau           | brak udziału |
| 2002 | Hongkong        | brak udziału |
| 2003 | Andria          | brak udziału |
| 2004 | Reggio Calabria | brak udziału |
| 2005 | Sendai          | brak udziału |
| 2006 | Reggio Calabria | brak udziału |
| 2007 | Ningbo          | brak udziału |
| 2008 | Yokohama        | brak udziału |
| 2009 | Tokio           | brak udziału |
| 2010 | Ningbo          | brak udziału |
| 2011 | Makau           | 14. miejsce  |
| 2012 | Ningbo          | 15. miejsce  |
| 2013 | Sapporo         | 16. miejsce  |
| 2014 | Tokio           | 17. miejsce  |
| 2015 | Omaha           | 19. miejsce  |
| 2016 | Bangkok         | 17. miejsce  |
| 2017 | Nankin          | 22. miejsce  |

### Puchar Świata
| Rok  | Kraj    | Miejsce      |
| ---- | ------- | ------------ |
| 1973 | Urugwaj | 8. miejsce   |
| 1977 | Japonia | brak udziału |
| 1981 | Japonia | brak udziału |
| 1985 | Japonia | brak udziału |
| 1989 | Japonia | brak udziału |
| 1991 | Japonia | brak udziału |
| 1995 | Japonia | brak udziału |
| 1999 | Japonia | 11. miejsce  |
| 2003 | Japonia | 11. miejsce  |
| 2007 | Japonia | brak udziału |
| 2011 | Japonia | 10. miejsce  |
| 2015 | Japonia | 8. miejsce   |
| 2019 | Japonia | 10. miejsce  |